# スコット・ブラウン (サッカー選手)
スコット・ブラウン（Scott Brown, 1985年6月25日 - ）は、スコットランド・ダンファームリン出身の元サッカー選手、サッカー指導者である。元スコットランド代表。現役時代のポジションはMF（オフェンシブハーフ）。

## 経歴
2002年からハイバーニアンFCでプロキャリアをスタートさせ、2007年にセルティックFCに移籍した。幼少期はレンジャースのサポーターであったが、セルティックに移籍するとキャプテンに就任し、セルティックの9連覇に貢献するなど、セルティックの象徴にまで登りつめた。
2021年、セルティックからの契約延長のオファーを断り、アバディーンFCからの選手兼コーチのオファーを引き受けた。
2022年5月6日、現役引退を表明した。
2022年5月12日、フリートウッド・タウンFCの監督に就任した。

## タイトル
クラブ
ハイバーニアンFC
- スコティッシュリーグカップ 2007

セルティックFC
- スコティッシュ・リーグ・カップ 2008-09, 2014-15, 2016-17, 2017-18, 2018-19, 2019-20
- スコティッシュ・プレミアシップ 2007-08, 2011-12, 2012-13, 2013-14, 2014-15, 2015-16, 2016-17, 2017-18, 2018-19, 2019-20
- スコティッシュ・カップ 2010-11, 2012-13, 2016-17, 2017-18, 2018-19, 2019-20

個人
- スコットランドPFA年間最優秀選手賞 2008-09, 2017-18